# Ley para prevenir y sancionar el acoso sexual en espacios públicos
La Ley para prevenir y sancionar el acoso sexual en espacios públicos o, según su numeración Ley N° 30314, es la norma peruana que busca «prevenir y sancionar el acoso sexual producido en espacios públicos que afectan los derechos de las personas, en especial, los derechos de las mujeres». Fue aprobada por el Congreso de la República el 5 de marzo de 2015, por la Presidencia de la República el 23 de marzo de 2015 y publicada en el diario oficial El Peruano el 26 de marzo de 2015.
El Decreto Legislativo 1410, aprobado el 11 de septiembre de 2018, tipifica el acoso sexual como delito en el Código Penal, y penado con privación de la libertad no menor de tres ni mayor de cinco años.

## Contexto

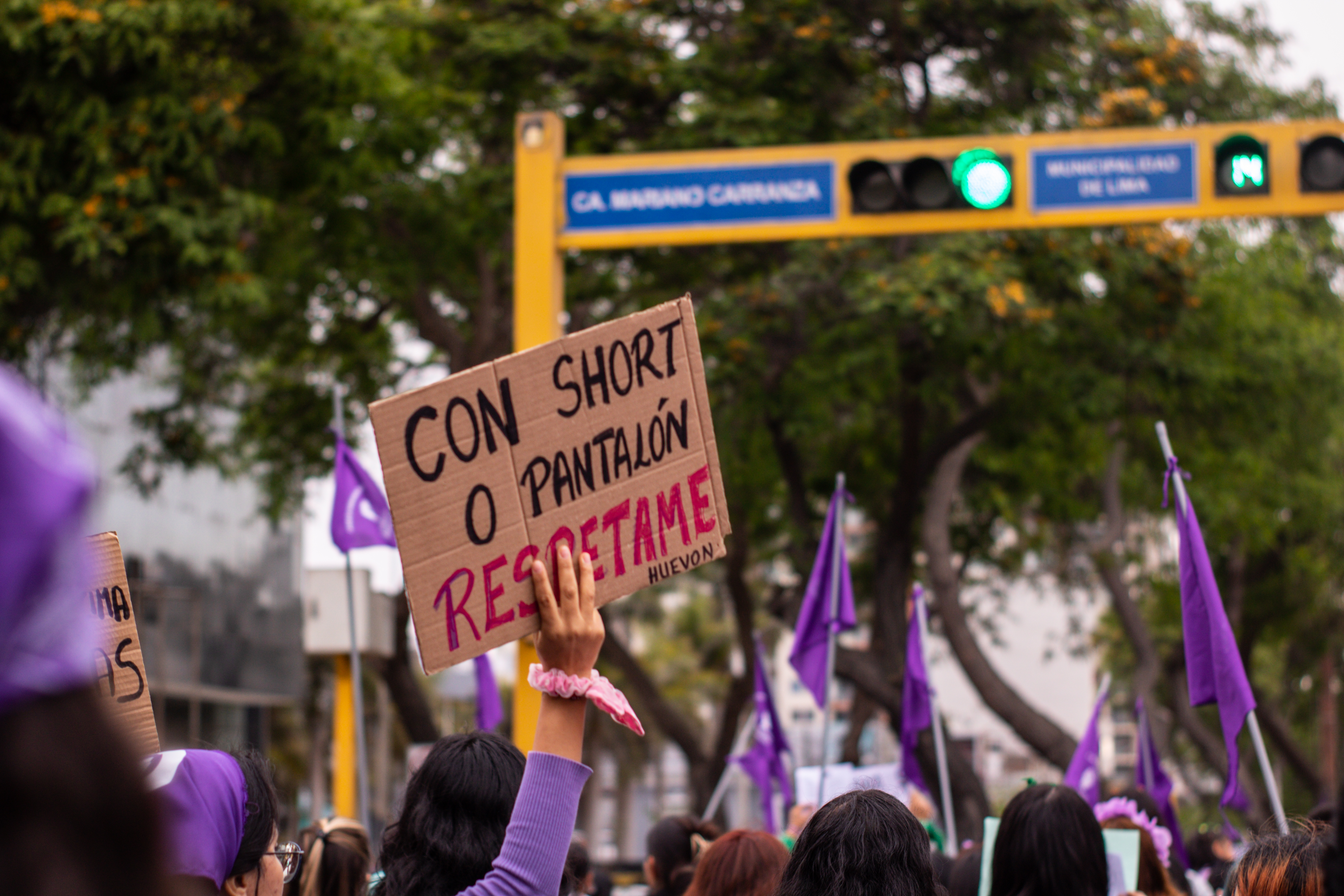
Movilización por el Día Internacional de la Eliminación de la Violencia contra la Mujer en Lima, 25 de noviembre de 2022

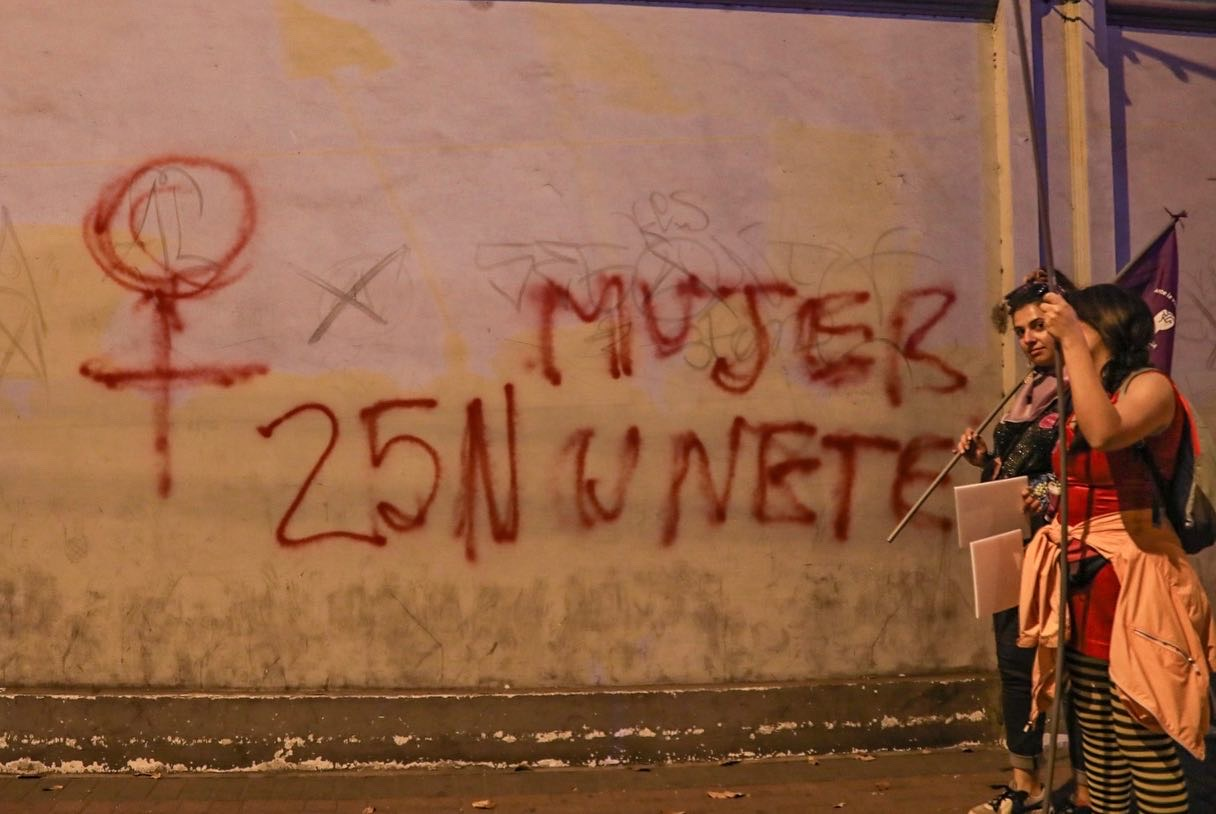
Grafiti #25N en Lima

En Perú, el acoso sexual callejero es la forma de violencia más común hacia las mujeres. Este ocurre tanto en las calles como en los transportes públicos. Este acoso genera que las mujeres eviten ocupar espacios públicos por miedo: «cambian sus rutas; toman transporte aunque los tramos sean cortos; tratan de salir acompañadas; se cubren más de lo que quisieran; evitan salir solas de noche; etc.» Este retraimiento de los espacios públicos afectan la dignidad y los derechos de las mujeres a la libre circulación, a la libertad, al bienestar y a la seguridad de su persona.
La normalización y aceptación de estas conductas por parte de la población son muchas, pero todas asociadas a una cultura machista que valora la agresividad en los hombres y que culpabiliza las conductas de las mujeres: «“ellas los provocan con esas faldas”, “si no quieren que les pase nada, ¿por qué salen solas a esas horas”, “los hombres son así, una tiene que acostumbrarse”».
El 2013, a nivel nacional en los últimos seis meses de ese año, 7 de cada 10 mujeres manifestó haber sufrido al menos una modalidad de acoso sexual callejero. En la región Metropolitana de Lima y Callao fue 9 de cada 10. El acoso se describió y manifestó de las siguientes maneras: silbidos, ruidos molestos, piropos e incluso tocamientos o rozamientos.
Una investigación de la Fundación Thomson Reuters de Londres realizado en 2017 ubicó a Lima como la quinta megaciudad más peligrosa para las mujeres a nivel mundial. Asimismo, es la ciudad con más casos de violación sexual en el país.

## Contenido
La norma contiene 12 artículos distribuidos en dos secciones. La primera sección establece las Disposiciones generales (2 títulos, artículos 1 al 6) y la segunda las Competencias de los sectores involucrados (6 títulos, artículos 7 al 12):
- Sección I Disposiciones generales
  - Título 1 Objeto y ámbito de aplicación de la ley  (artículos 1, 2 y 3)
  - Título 2 Concepto, elementos y manifestaciones del acoso sexual en lugares públicos (artículos 4, 5 y 6)
- Sección II Competencias de los sectores involucrados
  - Título 1 Competencia de los gobiernos regionales, provinciales y locales (artículo 7)
  - Título 2 Obligaciones del Ministerio de la Mujer y Poblaciones Vulnerables (artículo 8)
  - Título 3 Obligaciones del Ministerio de Educación (artículo 9)
  - Título 4 Obligaciones del Ministerio de Salud (artículo 10)
  - Título 5 Obligaciones del Ministerio de Transportes y Comunicaciones (artículo 11)
  - Título 6 Obligaciones del Ministerio del Interior (artículo 12)

### Definición de acoso sexual
De acuerdo a esta ley, se define el acoso sexual en lugares públicos de la siguiente manera:

El acoso sexual en espacios públicos es la conducta física o verbal de naturaleza o connotación sexual realizada por una o más personas en contra de otra u otras, quienes no desean o rechazan estas conductas por considerar que afectan su dignidad, sus derechos fundamentales como la libertad, la integridad, y el libre tránsito, creando en ella intimidación, hostilidad, degradación, humillación, o un ambiente ofensivo en los espacios públicos.
Artículo 4 de la ley n.° 30314

Asimismo, las conductas señaladas por el artículo 6 de la norma que constituyen acoso sexual son:
- actos de naturaleza sexual, verbal o gestual
- comentarios e insinuaciones de carácter sexual
- gestos obscenos que resulten insoportables u hostiles
- tocamientos indebidos (“metida de mano”) o roces corporales[8]
- exhibicionismo o mostrar los genitales en espacios públicos

## Aplicación

### Ordenanzas de gobiernos, regionales, provinciales y locales
En el artículo 7 de la ley 30314 se establece que los gobiernos locales tienen la obligación de adoptar medidas que combatan el acoso sexual en lugares públicos. Se ha argumentado que «la mencionada ley se limita a la toma de acciones generalizadas, dejando de lado medidas específicas y efectivas». No obstante, son los mismos gobiernos quienes establecen los órganos y sus funciones que implementarán las medidas de prevención y sanción contra el acoso en las calles. Organizaciones como la Defensoría del Pueblo ha recomendado a varias municipalidades desarrollar y aprobar ordenanzas en este sentido.

#### Gobiernos regionales (GORE)
A fines de noviembre de 2022, solo cinco gobiernos regionales de los 24 existentes han emitido ordenanzas regionales para prevenir el acoso sexual: Amazonas, Huancavelica, La Libertad, Puno y Tacna.

#### Gobiernos distritales
En varias municipalidades se han aprobado ordenanzas para prevenir el acoso sexual en sus jurisdicciones, tal es el caso de la Municipalidad Distrital de Carmen de la Legua Reynoso en el Callao (aprobada el 29 de agosto de 2017) y la Municipalidad Distrital Veintiséis de Octubre en Piura (aprobada el 28 de septiembre de 2021).